# توم تشيو
توم تشيو (بالإنجليزية: Tom Chiu)‏ هو عازف كمان وملحن أمريكي، ولد في 1971.

## وصلات خارجية
- توم تشيو على موقع ميوزك برينز (الإنجليزية)